# 张水昌
张水昌（1961年1月—），男，河南禹州人，中国科学院院士，中国石油勘探开发研究院教授级高级工程师、博士生导师，中国石油集团公司油气地球化学重点实验室主任。
他“长期从事石油地质与地球化学研究，在地球圈层作用控制有机质富集和海相油气形成、高温环境有机-无机作用控制超深层天然气生成和分布方面，取得了系统性和原创性成果，为中国海相油气勘探突破和深地领域向超深层拓展提供了理论支撑。”

## 简历
1983年毕业于成都地质学院（现成都理工大学）石油系；1986年取得中国科学院兰州地质研究所（现中国科学院西北生态环境资源研究院油气资源研究中心）理学硕士学位；
1986年进入中国石油勘探开发研究院工作；1991年取得中国地质大学石油地质与勘探专业博士学位；
2023年11月当选中国科学院院士。

## 头衔
- 中国石油地质专业委员会有机地球化学学组组长
- 亚非石油地球化学家理事会主席
- 中国矿物岩石地球化学学会气体地球化学专业委员会副主任委员

## 荣誉
- 发表SCI收录论文200余篇，引用15000多次，2020-2022年连续入选爱思唯尔中国高被引学者榜单、全球前2%顶尖科学家的年度影响力榜单和终身成就影响力榜单
- 获国家自然科学二等奖1项，省部级科技进步特等奖和一等奖9项
- 2018年获何梁何利科学与技术进步奖
- 第二届中国石油天然气集团公司“杰出成就奖”
- 享受国务院政府特殊津贴